# Nậm Lạnh (suối)
Nậm Lạnh là suối phụ lưu của Nậm Công trong lưu vực sông Mã, chảy ở huyện Sốp Cộp, tỉnh Sơn La, Việt Nam .

## Dòng chảy
Nậm Lạnh khởi nguồn từ dãy núi Pá Lông cao trên 1600 m ở phía tây xã Nậm Lạnh huyện Sốp Cộp, tỉnh Sơn La, chảy về hướng đông bắc . 20°52′31″B 103°27′2″Đ / 20,87528°B 103,45056°Đ
Tại thung lũng trung tâm xã Nậm Lạnh có nhiều dòng khác đổ vào, như Nậm Táu, Huổi Căn.
Đến thị trấn Sốp Cộp thì hợp lưu với các dòng Nậm Công chảy từ tây bắc qua xã Púng Bánh và Dồm Cang đến, và dòng Nậm Ca chảy từ đông nam qua xã Mường Và đến.
Từ thị trấn Sốp Cộp dòng chung là Nậm Công chảy hướng đông bắc, đến xã Huổi Một thì đổ vào sông Mã.

## Chỉ dẫn
1. ↑  Trong tiếng Thái, Lào, Tày "Nam" (Nậm) có nghĩa là nước, sông, suối.